# Chris Burke (créateur de caractères)
Pour les articles homonymes, voir Chris Burke et Burke.
Christopher Burke, né en 1967, est un historien et créateur de caractères britannique. 
Il a travaillé chez Monotype avant d’obtenir un PhD au département de la typographie et de la communication graphique de l’université de Reading en 1995. Il enseigne ensuite à cette université et y gère le programme MA en création de caractères typographiques jusqu’à 2001. Il vit ensuite à Barcelone où il gère une fonderie typographique : Hibernia Type. Sa police de caractères Parable est utilisée dans la 11e édition de 2004 du Concise Oxford English Dictionary aux côtés de Frutiger et de Nimrod.

## Polices de caractères
- FF Celeste, 1994
- FF Celeste Small Text, 1999
- Pragma 2001
- FF Parable, 2002
- FF Celeste Sans, 2004

## Ouvrages
- Christopher Burke, Paul Renner : The Art of Typography, Hyphen Press, 1998, 223 p. (ISBN 978-0-907259-12-1)
- (en) Active Literature : Jan Tschichold and New Typography, Londres, Hyphen Press, 2007, 335 p. (ISBN 978-0-907259-32-9)
- Otto Neurath (dirigé par Matthew Eve et Christopher Burke), From Hieroglyphics to Isotype : A Visual Autobiography, Hyphen Press, 2010 (ISBN 978-0-907259-44-2)